# Martin Ryle
Pour l’article homonyme, voir Gilbert Ryle.
Sir Martin Ryle (27 septembre 1918 à Brighton – 14 octobre 1984 à Cambridge) est un radioastronome britannique qui développe des systèmes de radiotélescopes et les utilisa pour localiser précisément et visualiser les radiosources faibles. Antony Hewish et lui sont colauréats du prix Nobel de physique de 1974 « pour leurs recherches pionnières en radio astrophysique : Ryle pour ses observations et ses inventions, en particulier pour la synthèse d'ouverture, et Hewish pour son rôle décisif dans la découverte des pulsars ». C'est le premier prix Nobel attribué en reconnaissance de recherches astronomiques.

## Biographie
En 1946, Ryle et Vonberg (en) furent les premières personnes à publier des mesures astronomiques interférométriques en ondes radio, bien qu'il soit affirmé que Joseph Pawsey de l'Université de Sydney avait également fait des mesures interférométriques plus tôt la même année. Avec un équipement amélioré, Ryle observa les galaxies les plus éloignées connues à l'époque. Il fut le premier professeur de radioastronomie à l'université de Cambridge, et le directeur fondateur de l'Observatoire de radioastronomie Mullard (MRAO). Il fut astronome royal de 1972 à 1982.
Il a été fait Chevalier en 1966.

## Distinctions et récompenses
Récompenses
- Médaille Hughes (1954)
- Médaille d'or de la Royal Astronomical Society (1964)
- Médaille Henry Draper (1965)
- Médaille royale (1973)
- Médaille Bruce (1974)
- Prix Nobel de physique (1974)

Éponyme
- Télescope Ryle (en) à l'Observatoire de radioastronomie Mullard
- L'astéroïde (12136) Martinryle